# 1 500 meter för herrar vid inomhusvärldsmästerskapen i friidrott 2022
Herrarnas 1 500 meter vid inomhusvärldsmästerskapen i friidrott 2022 hölls den 19 och 20 mars 2022 på Štark arena i Belgrad i Serbien. 30 tävlande från 22 nationer deltog. 12 tävlande gick vidare från försöksheaten till finalen.
Samuel Tefera från Etiopien vann guldet och slog mästerskapsrekord på tiden 3.32,77. Silvermedaljen togs av norska Jakob Ingebrigtsen på tiden 3.33,02 och bronset gick till kenyanska Abel Kipsang på säsongsbästa 3.33,36.

## Resultat

### Försöksheat
Kvalificeringsregler: De två första i varje heat 0Q0 samt de 4 snabbaste tiderna 0q0 gick vidare till finalen.
Försöksheaten startade den 19 mars klockan 12:15.
| Placering | Heat | Namn               | Nationalitet   | Tid            | Noteringar |
| --------- | ---- | ------------------ | -------------- | -------------- | ---------- |
| 1         | 3    | Samuel Tefera      | Etiopien       | 3.37,05        | 0Q0        |
| 2         | 3    | Pietro Arese       | Italien        | 3.37,31        | 0Q0, 0SB0  |
| 3         | 3    | Isaac Nader        | Portugal       | 3.37,60        | 0q0        |
| 4         | 4    | Abel Kipsang       | Kenya          | 3.37,67        | 0Q0        |
| 5         | 1    | Teddese Lemi       | Etiopien       | 3.38,25        | 0Q0        |
| 6         | 1    | Jakob Ingebrigtsen | Norge          | 3.38,42        | 0Q0        |
| 7         | 4    | Oliver Hoare       | Australien     | 3.38,43        | 0Q0        |
| 8         | 1    | Josh Thompson      | USA            | 3.38,61 (,604) | 0q0        |
| 9         | 1    | Michał Rozmys      | Polen          | 3.38,61 (,608) | 0q0, 0SB0  |
| 10        | 3    | Samuel Prakel      | USA            | 3.38,69        | 0q0, 0SB0  |
| 11        | 3    | Federico Bruno     | Argentina      | 3.39,34        |            |
| 12        | 4    | Abdelatif Sadiki   | Marocko        | 3.39,38        |            |
| 13        | 1    | Ismael Debjani     | Belgien        | 3.39,47        |            |
| 14        | 4    | Cameron Proceviat  | Kanada         | 3.40,47        |            |
| 15        | 4    | Andrew Coscoran    | Irland         | 3.40,53        |            |
| 16        | 2    | Neil Gourley       | Storbritannien | 3.42,79        | 0Q0        |
| 17        | 2    | Robert Farken      | Tyskland       | 3.43,10        | 0Q0        |
| 18        | 1    | Saúl Ordóñez       | Spanien        | 3.43,67        |            |
| 19        | 2    | Ignacio Fontes     | Spanien        | 3.43,75        |            |
| 20        | 1    | Luke McCann        | Irland         | 3.44,03        |            |
| 21        | 2    | Charles Grethen    | Luxemburg      | 3.44,87        |            |
| 22        | 2    | Eric Nzikwinkunda  | Burundi        | 3.46,02        | 0SB0       |
| 23        | 3    | Jack Anstey        | Australien     | 3.46,68        |            |
| 24        | 3    | George Mills       | Storbritannien | 3.47,41        |            |
| 25        | 2    | Abdelati El Guesse | Marocko        | 3.47,43        |            |
| 26        | 4    | Simas Bertašius    | Litauen        | 3.48,48        |            |
| 27        | 4    | Abraham Guem       | Sydsudan       | 3.48,82        | 0NR0       |
| 28        | 2    | Nesim Amsellek     | Italien        | 3.55,51        |            |
| 29        | 2    | Gaylord Silly      | Seychellerna   | 3.57,16        | 0SB0       |
| 30        | 4    | Alaa Algorni       | Libyen         | 3.59,50        | 0PB0       |

### Final
Finalen startade den 20 mars klockan 18:35.
| Placering | Namn               | Nationalitet   | Tid     | Noteringar |
| --------- | ------------------ | -------------- | ------- | ---------- |
| 1         | Samuel Tefera      | Etiopien       | 3.32,77 | 0MR0       |
| 2         | Jakob Ingebrigtsen | Norge          | 3.33,02 |            |
| 3         | Abel Kipsang       | Kenya          | 3.33,36 | 0SB0       |
| 4         | Teddese Lemi       | Etiopien       | 3.33,59 | 0SB0       |
| 5         | Oliver Hoare       | Australien     | 3.34,36 | 0SB0       |
| 6         | Neil Gourley       | Storbritannien | 3.35,87 |            |
| 7         | Michał Rozmys      | Polen          | 3.36,71 | 0SB0       |
| 8         | Pietro Arese       | Italien        | 3.37,60 |            |
| 9         | Samuel Prakel      | USA            | 3.38,40 | 0SB0       |
| 10        | Isaac Nader        | Portugal       | 3.39,97 |            |
| 11        | Robert Farken      | Tyskland       | 3.41,29 |            |
| 12        | Josh Thompson      | USA            | 3.44,48 |            |